# سمیر هاندانوویچ
سمیر هاندانوویچ (انگلیسی: Samir Handanovič؛ زاده ۱۴ ژوئیهٔ ۱۹۸۴) بازیکن پیشین و سرمربی کنونی فوتبال اهل اسلوونی است که هم اکنون هدایت زیر ۱۷ سال اینتر میلان را برعهده دارد.

## افتخارات

### باشگاهی
اینتر میلان
- سری آ(۱): ۲۰۲۱–۲۰۲۰
- جام حذفی فوتبال ایتالیا(۲): ۲۲–۲۰۲۱، ۲۳–۲۰۲۲
- سوپر جام فوتبال ایتالیا(۲): ۲۰۲۱، ۲۰۲۲
- لیگ قهرمانان اروپا: ۲۳–۲۰۲۲ (نایب قهرمان)
- لیگ اروپا: ۲۰–۲۰۱۹ (نایب قهرمان)

### شخصی
- فوتبالیست سال اسلوونی: ۲۰۰۹، ۲۰۱۱، ۲۰۱۲
- ترکیب منتخب سری آ: ۱۱–۲۰۱۰، ۱۳–۲۰۱۲، ۱۹–۲۰۱۸
- دروازبان سال سری آ: 
۱۹–۲۰۱۸
- تیم منتخب لیگ اروپا: ۲۰–۲۰۱۹

## آمار ملی

### بازی‌های ملی
| اسلوونی | اسلوونی | اسلوونی  | اسلوونی  |
| سال     | بازی    | کلین شیت | گل خورده |
| ------- | ------- | -------- | -------- |
| ۲۰۰۴    | ۱       | ۱        | ۰        |
| ۲۰۰۵    | ۶       | ۱        | ۷        |
| ۲۰۰۶    | ۲       | ۰        | ۳        |
| ۲۰۰۷    | ۱۱      | ۵        | ۱۰       |
| ۲۰۰۸    | ۹       | ۲        | ۱۱       |
| ۲۰۰۹    | ۸       | ۵        | ۶        |
| ۲۰۱۰    | ۱۱      | ۴        | ۸        |
| ۲۰۱۱    | ۷       | ۴        | ۶        |
| ۲۰۱۲    | ۵       | ۰        | ۷        |
| ۲۰۱۳    | ۸       | ۳        | ۱۰       |
| ۲۰۱۴    | ۶       | ۲        | ۸        |
| ۲۰۱۵    | ۷       | ۲        | ۱۰       |
| مجموع   | ۸۱      | ۲۹       | ۸۶       |

## عملکرد ملی
سمیر سابقه بازی در تیم‌های ملی زیر ۱۷ سال اسلوونی، زیر ۲۰ سال اسلوونی، زیر ۲۱ سال اسلوونی را دارد.
وی همچنین اولین بازی ملی خود را برای تیم ملی فوتبال اسلوونی مقابل تیم ملی فوتبال اسلواکی در تاریخ ۱۷ دسامبر ۲۰۰۴ انجام داد، که با نتیجه ۰–۰ به پایان رسید. او آخرین بازی ملی خود را ۱۷ دسامبر ۲۰۱۵ مقابل تیم ملی فوتبال اوکراین انجام داد این بازی با نتیجه ۱–۱ به پایان رسید. سمیر در مجموع ۸۱ بازی ملی برای اسلوونی انجام داد و ۲۹ بار موفق به بسته نگه داشتن دروازه خود شد.